# 14400 Бодо
14400 Бодо (14400 Baudot) — астероїд головного поясу, відкритий 16 листопада 1990 року.
Тіссеранів параметр щодо Юпітера — 3,330.